# 佩里·克里斯蒂
佩里·格拉德斯通·克里斯蒂（英語：Perry Gladstone Christie，1943年8月21日—，PC，MP）是一位巴哈马政治人物，自2012年5月开始担任巴哈马总理，之前曾于2002年至2007年担任巴哈马总理，他以前是一位运动员。

## 政治生涯
2007年5月大选中克里斯蒂的党派进步自由党（PLP）以18对23被自由民族运动（FNM）击败，克里斯蒂打电话向自由民族运动领导人休伯特·英格拉哈姆承认失败。新政府宣誓就职后，克里斯蒂也作为反对党领袖宣誓就职。
2012年5月7日克里斯蒂再次当选为巴哈马总理。

## 外部連結
- 巴哈马政府网页上佩里·格拉德斯通·克里斯蒂 （页面存档备份，存于）
- Rise Up Sweet Island details an account of opposition to Christie's anchor development policy （页面存档备份，存于）

| 官衔                        | 官衔                     | 官衔                        |
| --------------------------- | ------------------------ | --------------------------- |
| 前任者： 休伯特·英格拉哈姆  | 巴哈马总理 2002年–2005年 | 繼任者： Cynthia Pratt 代理 |
| 前任者： Cynthia Pratt 代理 | 巴哈马总理 2005年–2007年 | 繼任者： 休伯特·英格拉哈姆  |
| 前任者： 休伯特·英格拉哈姆  | 巴哈马总理 2012年–至今   | 現任                        |